# König Ludwig-Kreuz

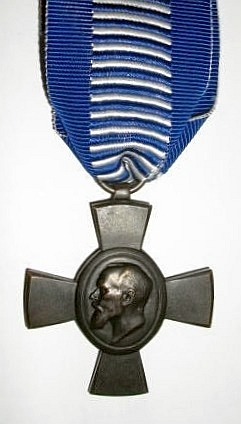
König Ludwig-Kreuz

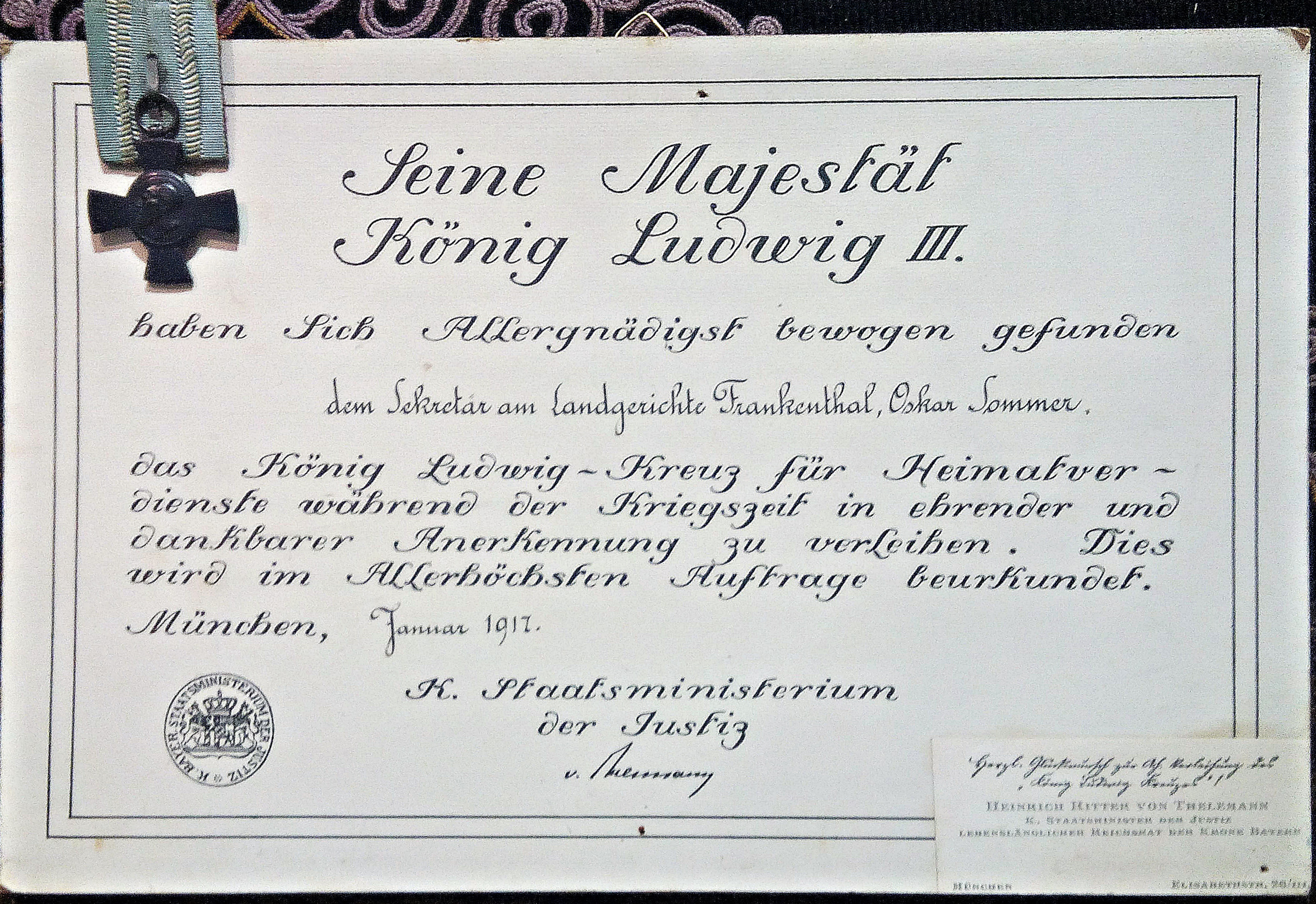
Verleihungsurkunde

Das König Ludwig-Kreuz war eine Auszeichnung im Königreich Bayern.

## Stiftung
Das Kreuz wurde am 7. Januar 1916 von König Ludwig III. von Bayern als Zeichen ehrender und dankbarer Anerkennung für Personen gestiftet, die während des Krieges durch freiwillige Tätigkeit in der Heimat besondere Verdienste um die Bayerische Armee oder um die Wohlfahrt des Landes erworben haben.

## Fertigung und Aussehen
Die Auszeichnung wurde in einer hohen Auflage hergestellt: 250 Exemplare in Silber für das Kabinett des Königs, Ministerien und für Sammelzwecke, etwa 30.000 Exemplare in Bronze, 20.000 Exemplare in Eisen und 1918 rund 40.000 Exemplare in Zink, jeweils schwarz gebeizt.
Das Kreuz hat glatte, sich nach außen hin verbreiternde, abgerundete Arme. 
Auf dem Avers befindet sich im hochovalen Mittelschild der nach rechts blickende Kopf König Ludwig III im Profil.
Das Revers zeigt im Mittelschild das zweizeilige Datum (Stiftungsdatum): „7. I. / 1916“ auf dem bayerischen Weckenmuster.
Abmessungen des Kreuzes: Höhe: 42 mm; Breite: 39 mm

Abmessungen des Mittelschildes: Höhe: 23 mm; Breite: 20 mm
Der Entwurf des Ludwig-Kreuzes wurde durch den Bildhauer Bernhard Bleeker geschaffen, der Stempel durch den Medailleur Alois Börsch. 

## Trageweise
Getragen wurde die Dekoration an einem himmelblauen Band mit weiß-blauer Querrippung in der Mitte auf der linken Brust.